# Эссенциальная гипертензия
Эссенциа́льная гипертензи́я (гипертоническая болезнь, ЭГ, ГБ, первичная гипертензия) — форма артериальной гипертензии, хроническое заболевание, основным клиническим признаком которого является длительное и стойкое повышение артериального давления (гипертензия), диагноз которого ставится путём исключения всех вторичных гипертензий. Морфологические изменения при гипертонической болезни различны в разные её периоды, но касаются, прежде всего, сосудов и сердца.
Заболевание закрепляется с момента истощения депрессорной функции почек. Проявляется стойким хроническим повышением систолического и/или диастолического давления (более 140/90 мм рт. ст.).

## Эпидемиология
26 % взрослого населения по всему миру страдает гипертонией. В год регистрируется более 9 000 000 случаев Эссенциальной гипертензии, более 600 000 человек умирает в год с этим диагнозом. Смертность составляет 6,5 %.

## Этиология

### Генетическая предрасположенность
Исследования на близнецах позволяют предполагать, что в этиологии гипертонической болезни большую роль играет наследственность.
Примерно у 50 % больных обнаруживается наследственная предрасположенность к ЭГ, обусловленная мутацией в генах ангиотензиногена, рецепторов ангиотензина II, ангиотензинпревращающего фермента, ренина, альдостеронсинтетазы, β-субъединицы амилоридчувствительных натриевых каналов почечного эпителия и др.

### Другие факторы
- Ожирение увеличивает риск гипертонии в пять раз. Более 85 % случаев гипертонии приходится на пациентов с индексом массы тела более 25[7].
- Курение: снижает эндотелий-зависимую вазодилятацию, повышает активность симпатического отдела нервной системы, является фактором риска развития ишемической болезни сердца.
- Избыточное потребление поваренной соли: избыток натрия увеличивает объём циркулирующей крови, вызывает набухание стенок артериол, повышает чувствительность сосудистой стенки к сосудосуживающим факторам.
- Недостаточное поступление с водой и пищей кальция и магния, микроэлементов и витаминов.
- Злоупотребление алкоголем.
- Низкая физическая активность, гиподинамия.
- Психо-эмоциональные стрессовые ситуации[8].
- Репликация патогенных микроорганизмов, особенно усиливающаяся при различных стрессовых состояниях связанная с изолированной систолической гипертензией и систоло-диастолической гипертензией репликация цитомегаловируса. Это наблюдалось в России, затем в среднеатлантических штатах США, казахских, китайских популяциях, хотя в популяциях США в целом данные ещё недостаточно изучены. Это связано с тем, что повышение экспрессии ангиотензина II и ренина в крови и тканях, безусловно наблюдаемое в результате воздействия цитомегаловируса, не всегда приводит к развитию артериальной гипертензии, так как, например, люди африканской расы в среднем имеют очень высокий по сравнению с другими расами уровень ангиотензина II и ренина, гипертензия у них действительно протекает тяжелее, но на Кубе, в Пуэрто-Рико и особенно в Африке распространённость АГ обычно значительно ниже, чем среди белых США[9][10][11].
- Появление артериальной гипертензии зависит от возраста человека. В молодом возрасте, в основном, — вторичные гипертензии — из-за курения, алкоголизации, наркотиков, вертебробазилярной недостаточности, врожденных аномалий сосудов, почек, надпочечников, гипофиза . В среднем возрасте — за счёт избыточной массы тела, нервно-психических нагрузок или перенесенных заболеваний с поражением сердца, сосудов, почек. В возрасте после 40 лет — это почти всегда результат склеротического поражения сосудов;
- Гипертензия беременных — это гипертензия, которая развивается у некоторых женщин во время беременности. Она обычно проходит после родов, но иногда болезнь может затянуться, и у женщин, которые перенесли гипертензию беременных, а также преэклампсию и эклампсию, также сопровождающиеся артериальной гипертензией, выше вероятность развития гипертонии в последующие годы[12].
- У африканцев[13], живущих в индустриальном обществе, эссенциальная гипертензия встречается в четыре раза чаще, чем у белых, развивается быстрее и приводит к большей смертности, распространённость, но не тяжесть, эссенциальной гипертензии у них снижается при снижении явного или скрытого расизма[5][14][15][16].

## Патогенез
В основе гипертонической болезни лежит нарушение функционального состояния центральной нервной системы и других систем (эндокринной и прочих), оказывающих влияние на регуляцию тонуса сосудов. Это приводит к изменению сосудистого тонуса, спазму мелких артерий и повышению артериального давления. Длительное спастическое состояние артериол способствует развитию их склероза, что делает гипертонию более стойкой и ведёт к нарушению питания тканей и органов.

## Классификация
Классификация АГ в клинических рекомендациях ACC/AHA Hypertension Guidelines 2017 года:
- Нормальное АД: САД меньше 120 мм рт. ст.; ДАД меньше 80 мм рт. ст.
- Повышенное АД: САД 120—129 мм рт. ст.; ДАД меньше 80 мм рт. ст.
- АГ I степень: САД 130—139 мм рт. ст.; ДАД 80—89 мм рт. ст.
- АГ II степень: САД 140—159 мм рт. ст.; ДАД 90—99 мм рт. ст.
- АГ III степень: САД >160 мм рт. ст.; ДАД >100 мм рт. ст.
- по факторам риска:

- низкий
- средний
- высокий
- очень высокий

- по стадии ГБ — I, II, III.

### Стратификация риска
| Факторы риска                                             | Величина риска, %, при категории артериального давления | Величина риска, %, при категории артериального давления | Величина риска, %, при категории артериального давления | Величина риска, %, при категории артериального давления |
| --------------------------------------------------------- | ------------------------------------------------------- | ------------------------------------------------------- | ------------------------------------------------------- | ------------------------------------------------------- |
| Факторы риска                                             | Высокое нормальное                                      | Артериальная гипертензия 1-й степени                    | Артериальная гипертензия 2-й степени                    | Артериальная гипертензия 3-й степени                    |
| Нет                                                       | < 1 %                                                   | 1—3 %                                                   | 4—5 %                                                   | 6—9 %                                                   |
| 1—2 фактора риска                                         | 1—3 %                                                   | 4—5 %                                                   | 4—5 %                                                   | > 10 %                                                  |
| 3 фактора риска или поражение органов-мишеней             | 6—9 %                                                   | 6—9 %                                                   | 6—9 %                                                   | > 10 %                                                  |
| Ассоциированные клинические состояния или сахарный диабет | > 10 %                                                  | > 10 %                                                  | > 10 %                                                  | > 10 %                                                  |

#### Факторы риска
Основные
- Пожилой возраст: мужчины старше 55 лет и женщины старше 65 лет
- Курение
- Дислипидемия: общий холестерин крови ОХС > 6,5 ммоль/л (250 мг/дл) или ХС ЛПНП > 4,0 ммоль/л (155 мг/дл) или ХС ЛПВП < 1,0 ммоль/л (40 мг/дл) для мужчин и <1,2 ммоль/л (48 мг/дл) для женщин.
- Генетическая предрасположенность: семейный анамнез ранних сердечно-сосудистых заболеваний
- Абдоминальное ожирение: объём талии >102 см для мужчин и > 88 см для женщин
- СРБ >1 мг/дл

Дополнительные
- Нарушение толерантности к глюкозе
- Низкая физическая активность
- Повышение фибриногена

#### Поражение органов-мишеней
- Гипертрофия левого желудочка
- Протеинурия (>300 мг/сут) и/или небольшое повышение концентрации креатинина в плазме (1,2—2 мг/дл) или микроальбуминурия
- Признаки атеросклеротического поражения сонных, подвздошных и бедренных артерий, аорты
- Генерализованное или фокальное сужение артерий сетчатки

#### Сопутствующие клинические состояния
- Ишемический инсульт
- Геморрагический инсульт
- Преходящее нарушение мозгового кровообращения
- Инфаркт миокарда
- Стенокардия
- Реваскуляризация коронарных артерий
- Застойная сердечная недостаточность
- Диабетическая нефропатия
- Почечная недостаточность (содержание креатинина в плазме крови выше 2 мг/дл)
- Расслаивающая аневризма
- Выраженная гипертоническая ретинопатия
- Кровоизлияния или экссудаты
- Отёк соска зрительного нерва

## Клиническая картина
Артериальная гипертония характеризуется длительным бессимптомным течением. Обычно симптомы болезни проявляются во время гипертонических кризов (головная боль, головокружения и другие неврологические расстройства, боли в груди, одышка, чувство страха). Более выраженная клиническая картина наблюдается при установлении поражений в органах-мишенях:
- Поражение сердца: признаки ишемической болезни сердца и прогрессирующей сердечной недостаточности;
- Поражение мозга: прогрессирующие неврологические расстройства, гипертоническая энцефалопатия, нарушения зрения;
- Поражение почек: признаки почечной недостаточности;
- Поражение периферических сосудов: перемежающаяся хромота.

## Диагностика
Диагностика гипертонии основывается на показателях измерения артериального давления. Для установления диагноза гипертонии необходимо провести как минимум три независимых измерения при разных встречах с медработником только ртутным тонометром по методу Н. С. Короткова, при которых получаются повышенные значения артериального давления.
Для диагностики вторичных форм гипертонии, а также для определения поражений внутренних органов проводят дополнительно обследование: общий анализ крови, общий анализ мочи, специфические анализы крови и мочи, УЗИ сердца и внутренних органов, ЭКГ, различные пробы.
Холтеровский мониторинг АД — это метод исследования, заключающийся в надевании на пациента автоматизированного тонометра, фиксирующего артериальное давление в течение 24 часов с интервалом, заданным программой (как правило, интервал составляет 30—60 минут днём и 60—120 минут ночью, в результате за сутки получается несколько десятков замеров). На основании этих данных можно судить о среднем давлении в течение суток, среднем давлении в течение ночи, среднем давлении в дневное время.
Кроме самих цифр АД, можно получить данные, которые не прямым образом свидетельствуют в пользу диагноза гипертонической болезни. Например, о наличии или отсутствии именно гипертонической болезни можно судить по скорости и величине снижения артериального давления в ночное время или скорости его подъёма в утренние часы.

## Лечение
Основная цель лечения больных АГ состоит в максимальном снижении риска развития сердечно-сосудистых и других осложнений и смерти от них. Для достижения этой цели требуется не только снижения АД до нормального уровня, но и коррекция всех факторов риска: курения, дислипидемии, гипергликемии, ожирения, и лечение сопутствующих заболеваний — сахарного диабета и других. Лечение должно быть постоянным, в течение многих лет. Исчезновение неприятных ощущений не даёт оснований прекращать лечение.

### Мероприятия по изменению образа жизни
- снижение потребления алкогольных напитков
- отказ от курения
- нормализация массы тела
- увеличение физических нагрузок
- нормализация сна, режима труда и отдыха
- снижение потребления поваренной соли, включая соль хлебобулочных и пищевых продуктов, до 5 г/сут
- увеличение потребления растительной пищи, уменьшение потребления животных жиров, увеличение в рационе содержащихся в молочных продуктах, овощах, фруктах, зерновых калия, кальция, причём кальций должен поступать вместе с витамином D, и магния, содержащегося, как и кальций, в жёсткой воде, в минеральных магниевых водах, являющегося основным компонентом хлорофилла зелени, зелёных водорослей и т. д.

### Медикаментозная терапия
В настоящее время для терапии гипертензии в России рекомендованы следующие классы антигипертензивных препаратов:
- диуретики (мочегонные средства);
- α- (только при сопутствующих заболеваниях, где они показаны) и β-адреноблокаторы;
- антагонисты кальция (при этом добавочное диетическое потребление магния тоже можно рассматривать как приём своеобразного антагониста кальция);
- Ингибиторы АПФ;
- антагонисты рецепторов ангиотензина II;
- агонисты имидазолиновых рецепторов.

Подбор препарата или комбинации препаратов должен осуществлять врач.